# أليكسيس بيكا بيكا
أليكسيس بيكا بيكا (مواليد 29 مارس 2001) هو لاعب كرة قدم فرنسي يلعب في مركز الوسط المدافع في نادي نيس.

## روابط خارجية
- أليكسيس بيكا بيكا على موقع رابطة كرة القدم الفرنسية للمحترفين (الإنجليزية)
- أليكسيس بيكا بيكا على موقع إي إس بي إن إف سي (الإنجليزية)
- أليكسيس بيكا بيكا على موقع قاعدة بيانات كرة القدم.إي يو (الإنجليزية)
- أليكسيس بيكا بيكا على موقع ليكيب (الفرنسية)
- أليكسيس بيكا بيكا على موقع Soccerbase.com (لاعب) (الإنجليزية)
- أليكسيس بيكا بيكا على موقع Soccerway.com (الإنجليزية)
- أليكسيس بيكا بيكا على موقع عالم كرة القدم.نت (الإنجليزية)
- أليكسيس بيكا بيكا على موقع اللجنة الأولمبية الدولية (الإنجليزية)
- أليكسيس بيكا بيكا على موقع أوليمبيديا (الإنجليزية)
- أليكسيس بيكا بيكا على موقع AS.com (الإسبانية)